# Сборная Мозамбика по футболу
Сборная Мозамбика по футболу представляет Мозамбик на международных футбольных турнирах и в товарищеских матчах. Управляющая организация — Мозамбикская федерация футбола. В 1986, 1996, 1998 и 2010 годах сборная Мозамбика смогла пробиться в финальный турнир Кубка африканских наций, где не проходила дальше группового турнира.
История Мозамбика тесно связана с бывшей метрополией — Португалией. Один из величайших португальских футболистов Эйсебио является уроженцем Мозамбика. Также в Мозамбике родились известный тренер Карлуш Кейруш и футболисты сборной Португалии Мариу Колуна и Абел Шавьер.

## Достижения

### Чемпионат мира
- 1930 — 1978 — Не участвовала
- 1982 — Не прошла квалификацию
- 1986 — Не участвовала
- 1990 — Не участвовала по причине запрета ФИФА
- 1994 — 2022 — Не прошла квалификацию

### Кубок африканских наций
- 1957 — 1980 — Не участвовала
- 1982 — Не прошла квалификацию
- 1984 — Не прошла квалификацию
- 1986 — групповой этап
- 1988 — 1994 — Не прошла квалификацию
- 1996 — групповой этап
- 1998 — групповой этап
- 2000 — 2008 — Не прошла квалификацию
- 2010 — групповой этап
- 2012 — Не прошла квалификацию
- 2015 — Не прошла квалификацию
- 2017 — Не прошла квалификацию
- 2019 — Не прошла квалификацию
- 2021 — Не прошла квалификацию
- 2023 — групповой этап